# Zuvanda
Zuvanda là chi thực vật có hoa trong họ Cải.